# 마크로풀로스 사건
마크로풀로스 사건(체코어: Věc Makropulos)은 체코의 작곡가인 레오시 야나체크가 1922년 카렐 차페크가 쓴 희곡을 오페라로 각색한 작품이다. 이 오페라는 작곡가보다 훨씬 연하의 유부녀, 카밀라 스토스슬로바를 향한 열정에 영감을 얻어, 작곡한 두 번째 작품이다.

## 작곡
야나체크의 마크로풀로스 사건은 1923년과 1925년 사이에 작곡되었다. 그는 프라하에서 이 연극이 초기에 공연되던 1922년 12월 12일에 관람하였고, 그 즉시, 이 연극의 가능성을 보았다. 야나체크는 원작가인 차페크의 허락을 받으려 그에게 연락하였다. 차페크는 일단 야나체크의 생각에 긍적적이었으나, 연극의 저작권을 보장하는 법적인 문제로, 야나체크가 작품을 작곡하는 데 시간이 지연되었다. 1923년 9월 10일 법적인 문제가 해결되자, 야나체크는 그 즉시 오페라 작곡에 착수하였다. 야나체크는 스스로 오페라 대본을 작성하였고, 1924년 12일에 첫 번째 초벌 원고를 완성하였다. 그는 그 뒤 1년간 악보를 다듬고, 1925년 12일 3일에 오페라 작곡의 완성을 매듭지었다.
음악적으로 이 오페라의 대부분이 연극적 전개의 방법과는 거의 상관없었고, 대신 관람자에게 다량의 다른 동기와 아이디어를 제공하였다. 야나체크의 작곡은 혼란을 일으키며, 정착하지 못한 주인공 에밀리아 마르티/엘리나 마크로풀로스에게, 음악적 화신을 주려는 의도적인 책략임을 의미한다. 마지막 결말에 이르러서야 마르코풀로스의 약점이 드러나고, 음악은 풍부한 서정적인 맥락의 접근으로 전개하며, 작품 전체를 이끈다.
주인공 에밀리아 마르티는 야나체크의 후기 오페라의 다른 여주인공들처럼, 작곡가가 그의 생애 마지막 10년간 사랑한 카밀라 스토스슬로바의 단면 중 하나를 설명한다는 것에는 자주 논쟁이 일어왔다. 마르티는 외부적으로 똑똑하고 교묘하게 다루지만 취약한 내부를 숨기는 것이 카밀라의 단편으로, 요염하고 부끄럼많은 영리한 새끼 암여우와 비극적인 카탸 카바노바와 같다.

## 등장인물
에밀리아 마르티 - 엘리나 마크로풀로스의 가명 (소프라노)
알베르트 그레고르 (테너)
콜레나티 - 변호사 (베이스)
비테크 - 콜레나티의 점원 (테너)
크리스티나 - 비테크의 딸이자, 젊은 가수 (소프라노)
야로슬라프 프루스 남작 (바리톤)
야네크 - 프루스 남작의 아들 (테너)
하우크 센도르프 백작 (테너)
무대 기술자 (바리톤)
폴리제흐카 - 잡역부 (소프라노)
하녀 (소프라노)

## 줄거리
이 오페라는 주인공이 숨겨진 연금술 처방서를 찾는 이야기를 그린다. 3막에서 설명하듯, 그 몰약은 사람의 수명을 약 300년까지 연장시킬 수 있다. 에밀리아 마르티는 빈 슈타츠오퍼의 성악가로, 그 약을 이미 마신 적이 있다. 1922년에 오페라가 설정되었을 때, 그녀는 337세이다. 3세기를 넘어 에밀리아는 여러 정체로 살아왔다. 예를 들어, 에우제니아 몬테즈, 에카테리나 미쉬킨과 일리안 므흐그레고르 등으로 자신의 실제 나이를 숨기기 위해서였다.
실제 그녀의 이름은 엘리나 마크로풀로스로, 15세기 말, 프라하에서 루돌프 2세 황제의 궁정에서 살았던 연금술사 히에로니무스의 딸이다. 루돌프는 히에로니무스에게 자신의 수명을 300년 연장할 수 있는 몰약을 만드는 과업을 주었고, 엘리나에게 그 약을 시험하라고 명령한다. 엘리나는 그 약을 마시고 가사 상태에 빠졌고, 히에로니무스는 감옥에 보내졌다. 그러나 일주일이 지나서, 엘리나는 잠에서 깨어나 그 처방서와 함께 도망쳤다. 새로운 인생을 시작하며, 여기저기 돌아다니기 시작했다. 그녀는 세계 방방곡곡을 여행하며, 모든 시대에서 최고의 가수 중 한명이 되었다. 불행히도 그녀의 비밀은 엘리나가 누구와도 진실된 사랑을 하는 것을 막아서, 그녀는 너무도 많은 남편과 아들들, 연인들을 떠나야만 했다.
마침내 에밀리아-엘리나는 프라하로 돌아와서, 부유한 프루스 남작과 중산 계급인 그레고르 가족이 거의 1세기 동안 법정 싸움을 벌이고 있다는 것을 들었다. 알베르트 그레고르는 그의 선조인 페르디난트가 1827년 죽으면서, 조셉흐 페르디난트 프루스 남작의 재산 일부를 물려받았다고 주장하였다. 반면 프루스 가족은 그러한 유산을 부정하였다. 일리나, 한때 엘리안 므흐그레고르는, 페르디난트 그레고르의 어머니이자, 프루스 남작의 연인이여서, 그레고르와 그의 변호사 콜레나티에게, 사건을 이길 수 있는 결정적인 정보를 제공해줄 수 있다. 페르디난트 그레고르는 조셉흐 페르디난트 프루스와 일리안 므흐그레고르 사이에서 태어난 사생아로, 그에게 호의적인 유언이 자로슬라프 남작의 문서들 사이에 남아있다. 사실 에밀리아 마르티는 알베르트 그레고르의 주장에 관심이 없다. 그녀는 그녀가 연인인 조셉흐 페르디난트 프루스에게 준 이후로, 남작의 서고에 지켜진 몰약의 처방전을 다시 획득하기를 원한다. 그녀는 다시 300년간의 생명과 젊음을 확보하길 열망하였다.

### 1막
사건의 자세한 폭로를 제공할 수 있는 콜레나티가 법 연구를 하던 중, 에밀리아가 그녀의 귀중한 정보를 가지고 들어온다. 콜레타니가 유언을 회복하기 위해서 프루스의 영지에 있는 동안, 에릴리아의 매력은 그레고르에게 영향을 미치기 시작한다. 그는 즉각 사랑에 빠지지만, 이를 지루해하고 무관심한 에밀리아에게서 차갑게 거절당한다. 그럼에도 불구하고 그녀는 그 처방서를 되찾기 위해서, 질문으로 상황을 유리하게 만들려한다. 에밀리아는 마침내 그동안 돌아완 콜레나티에게서, 그 문서가 아직 남작의 소유에 있다는 것을 알게 된다.

### 2막
에밀리아가 주연 여배우로 특별한 공연이 끝난 다음날, 그녀는 오페라 하우스의 측면의 날개에서, 그녀의 숭배자를 가혹하게 다루고 있다. 그레고르, 크리스티나와 비테크에 야로슬라프 프루스의 아들인 야네크와 늙은이들과 이제는 노쇠한 하우크 센도르프 백작이 포함된다. 백작은 에밀리아에게서 안달루시아에서 약 반세기 전에 애정행각을 가졌던, 에우제니아 몬테즈의 모습을 알아보게 된다. 마침내 야로슬라프 플스 남작이 도착한다. 그는 에밀리아가 자시의 집안에 가지는 관심과, 그레고르의 소송에서 그녀가 담당한 불가해한 역할을 이해하지 못한다. 남작은 가수를 암살하기로 결정한다. 에밀리아는 젊은 야네크가 그녀를 위해 그 처방서를 착복하도록 유인한다. 동시에 에밀리아는 프루스로부터 그 처방전을 살려고 하자, 그는 교환으로 하룻밤 같이 지낼 것에 동의한다.

### 3막
에밀리아와 프루스 남작이 하룻밤을 보낸 호텔에서 야네크가 자살했다는 비극적인 소식이 날라든다. 프루스의 비통함에도 불구하고, 에밀리아는 완전히 무관심으로 반응한다. 프루스 남작은 그레고르, 콜레나티와 하우크 백작이 도착하자, 그녀에게 상처입은 모욕감을 표현할 시간이 거의 없었다. 콜레나티와 그의 의뢰인은 에밀리아의 이야기에서 기묘하고, 설명불가능한 모순을 이유로, 그녀를 사기죄로 고발한다고 말한다. 에밀리아는 마침내 진실을 말하기로 결심한다. 그는 엘리안이었고, 엘리나와 다른 이들이었다. 그들은 오로지 그동안 젊음의 몰약의 효과가 사라지기 시작하면서, 그녀의 얼굴에서 나이듦의 첫 번째 표시가 나타나자 믿기 시작했다. 에밀리아는 그 몰약을 두 번째로 마시지 않기로 결심하고, 그 결고 자신을 죽게 내버려두며, 영속한 젊음은 단지 고통과 무감정만 줄뿐이라는 것을 깨닫는다. 오직 짧은 수명의 속세인이 진실로 행복할 수 있음을. 그녀는 크리스티나에게 그 귀중한 서류를 건네 준다. 에밀리아는 마침내 죽고, 마크로풀로스의 비밀로 숨겨왔던 그 처방서는 불에 태워진다.

## 공연
마크로풀로스의 세계 첫공연은 1926년 12월 18일, 브르노의 브루노 국립 극장에서 프란티세크 네우만(František Neumann)의 지휘로 상연되었다. 이 오페라는 2년뒤 프라하에서, 그리고 1929년에는 독일에서 공연되었으나, 1964년 새들러의 웰즈 컴패니에 의한 프로덕션 이전에는 그리 인기를 얻지 못했다. 몇가지 규칙과 함께 공연되었지만, 이 작품은 야나체크의 예누파, 카탸 카바노바, 혹은 영리한 새끼 암여우처럼, 중심 오페라 상연 목록의 일부가 되진 않았다.

## 참고 자료
- UK 야나첵 웹사이트, 줄거리와 작품소개, 영문
- Go! classic 회원/대본 자료실:149번 글, 마크로풀로스 체코|한글 대본, pdf화일

## 참고 문헌
- John Tyrrell, Janáček's Operas, A Documentary Account, Faber and Faber, 1992, ISBN 0-571-15129-9, Ch. 8 (p. 304-325).
- Programme for English National Opera's performances of The Markropoulos Affair, May 2006.